# پولا ایلری
پولا ایلری (انگلیسی: Pola Illéry; December 18, 1909 – ۱۹ اکتبر ۱۹۹۳) هنرپیشه و خواننده اهل فرانسه بود.
از فیلم‌هایی که وی در آن نقش داشته‌است، می‌توان به روز باستیل و زیر بام‌های پاریس اشاره کرد.